# Liste der Monuments historiques in Semond
Die Liste der Monuments historiques in Semond führt die Monuments historiques in der französischen Gemeinde Semond auf.

## Liste der Immobilien
| Bezeichnung  | Beschreibung                      | Standort                     | Kennzeichnung | Schutzstatus | Datum | Bild           |
| ------------ | --------------------------------- | ---------------------------- | ------------- | ------------ | ----- | -------------- |
| Croix percée | Flurkreuz; Stein, 14. Jahrhundert | südwestlich des Ortes (Lage) | PA00112665    | Inscrit      | 1925  | weitere Bilder |